# 榊原茂樹
榊原 茂樹（さかきばら しげき、1945年12月21日 - ）は、日本の経営学者。経営学博士（論文博士・1988年）。神戸大学名誉教授。元日本経営財務研究学会会長。

## 略歴
愛知県生まれ。兵庫県立神戸高等学校卒、1968年神戸大学経営学部卒業。
同年住友化学工業入社。
1972年神戸大学大学院経営学研究科修士課程修了、1988年「資本資産の価格形成モデルとその応用に関する理論的・実証的研究」で経営学博士の学位を取得。
1972年神戸大学経営学部助手、1975年講師、1979年助教授、1988年教授、2000年経営学部長。2006年定年退官、名誉教授、関西学院大学商学部教授を務め、2014年退職。この間2007年から2010年まで日本経営財務研究学会会長。
2024年、瑞宝中綬章受章。

## 著書
- 『現代財務理論』千倉書房 1986
- 『株式ポートフォリオのリスク管理』東洋経済新報社 1992

### 共編著
- 『経営財務と証券市場』生駒道弘共編著 千倉書房 1988
- 『証券投資論 第3版』日本証券アナリスト協会編 青山護,浅野幸弘共著 日本経済新聞社 1998
- 『入門証券論』城下賢吾,姜喜永,福田司文,岡村秀夫共著 有斐閣コンパクト 2000
- 『現代の財務管理』菊池誠一,新井富雄共著 有斐閣アルマ 2003
- 『パーソナルファイナンス入門 私たちの生活とお金』城下賢吾,姜喜永,砂川伸幸共編著 中央経済社 2006
- 『知的資産ファイナンスの探求 知的資産情報と投資・融資意思決定のメカニズム』古賀智敏共編著 中央経済社 2007
- 『現代の財務経営』全9巻 若杉敬明,坂本恒夫,小松章共編 中央経済社 2009-10
- 『1からのファイナンス』岡田克彦共編著 碩学舎 2012

### 翻訳
- フランク J.ファボッツィ編『年金資産運用マネジメントのすべて プラン・スポンサーの新潮流』監訳 大和銀行信託財産運用部訳 金融財政事情研究会 1999